# サチ・コトー
サチ・コトー（Sachi Koto）は、アメリカ・ジョージア州アトランタ生まれの日系アメリカ人3世。2005年に自身の通信会社であるサチ・コトー・コミュニケーションズ（Sachi Koto Communications, LLC）を経営するために退職まで、16年間CNNニュースのニュースキャスターだった。コトーは、CNNに入社する前に、アトランタと東京の様々なラジオ局とテレビ局で9年間勤務していた。CNNに在籍している間、CNNヘッドラインニュース、CNNラジオ、CNNエアポート・ネットワーク、CNNインターナショナル、CNN QuickCast、ターナー・サウスで伝えていた。
ジョージア州ワレスカ (ジョージア州)のラインハルト大学で大統領奨学生としてコミュニケーションの学位を取得し、優秀な成績で卒業した。また、東京都杉並区の現代外語学院で日本語と日本文化の学位を取得している。
ジョージア州知事（当時）のソニー・パーデューによって、同州のアジア系アメリカ人委員会の新しい委員に任命され、アジア系アメリカ人コミュニティ「Who's Who」の創設者である。